# Monumento naturale Garzaia della Cascina Verminesca
Il monumento naturale Garzaia della Cascina Verminesca si trova nella Lomellina occidentale, in una zona umida costituita dal paleoalveo del Torrente Agogna, nei territori comunali di Sant'Angelo Lomellina, Castelnovetto e Cozzo è nato con lo scopo di tutelare e preservare gli ambienti idonei alla nidificazione degli aironi.